# Campeonato Sul-Americano de Atletismo de 2001
A 41ª edição do Campeonato Sul-Americano de Atletismo foi o evento esportivo organizado pela CONSUDATLE na Vila Olímpica de Manaus, em Manaus no Brasil no período de 18 a 20 de maio de 2001. Foram disputados 44 provas no campeonato, no qual participaram 217 atletas de 14 nacionalidades. Ao longo da competição 10 recordes do campeonato foram batidos. 

## Medalhistas

### Masculino
| Evento                      | Ouro                                                                                    | Ouro       | Prata                                                                                     | Prata      | Bronze                                                                                  | Bronze     |
| --------------------------- | --------------------------------------------------------------------------------------- | ---------- | ----------------------------------------------------------------------------------------- | ---------- | --------------------------------------------------------------------------------------- | ---------- |
| 100 metros                  | Raphael de Oliveira · Brasil                                                            | 10.36      | Cláudio Sousa · Brasil                                                                    | 10.37      | Heber Viera · Uruguai                                                                   | 10.37      |
| 200 metros                  | André da Silva · Brasil                                                                 | 20.52      | Heber Viera · Uruguai                                                                     | 20.68      | Augusto de Oliveira · Brasil                                                            | 21.02      |
| 400 metros                  | Sanderlei Parrela · Brasil                                                              | 45.11      | Valdinei da Silva · Brasil                                                                | 46.50      | Jonathan Palma · Venezuela                                                              | 46.78      |
| 800 metros                  | Hudson de Souza · Brasil                                                                | 1:47.20    | Flavio Godoy · Brasil                                                                     | 1:47.65    | Simoncito Silvera · Venezuela                                                           | 1:48.54    |
| 1 500 metros                | Hudson de Souza · Brasil                                                                | 3:36.47    | Edgar de Oliveira · Brasil                                                                | 3:43.56    | Sebastián González Cabot · Argentina                                                    | 3:45.35    |
| 5 000 metros                | Elenilson da Silva · Brasil                                                             | 14:10.94   | José Frazão · Brasil                                                                      | 14:25.35   | José Alejandro Semprún · Venezuela                                                      | 14:32.90   |
| 10 000 metros               | Néstor García · Uruguai                                                                 | 30:17.09   | José Alejandro Semprún · Venezuela                                                        | 30:24.56   | Oscar Cortínez · Argentina                                                              | 31:12.45   |
| 20 km marcha atlética       | José Alessandro Baggio · Brasil                                                         | 1:31:42.84 | Mário dos Santos · Brasil                                                                 | 1:32:45.90 | Xavier Moreno · Equador                                                                 | 1:35:42.11 |
| 110 metros barreiras        | Márcio de Souza · Brasil                                                                | 13.64      | Redelen dos Santos · Brasil                                                               | 13.87      | Paulo Villar · Colômbia                                                                 | 13.88      |
| 400 metros barreiras        | Anderson Costa dos Santos · Brasil                                                      | 50.48      | Carlos Zbinden · Chile                                                                    | 50.99      | João Carlos dos Santos · Brasil                                                         | 51.04      |
| 3.000 metros com obstáculos | Celso Ficagna · Brasil                                                                  | 8:44.83    | Emigdio Delgado · Venezuela                                                               | 8:47.55    | Adelar Schuler · Brasil                                                                 | 8:51.70    |
| 4×100 metros estafetas      | Brasil · Raphael de Oliveira · Cláudio Roberto Souza · Vicente de Lima · André da Silva | 38.67      | Venezuela · Juan Morillo · José Peña · José Carabalí · Helly Ollarves                     | 40.02      | Uruguai · Heber Viera · Rubén Techeira · Danielo Estefan · José Daniel García           | 40.34      |
| 4×400 metros estafetas      | Venezuela · Jonathan Palma · Luis Luna · Simoncito Silvera · William Hernández          | 3:06.31    | Brasil · Valdinei da Silva · Luís Antônio Elói · Anderson Jorge dos Santos · Flávio Godoy | 3:06.64    | Argentina · Gustavo Aguirre · Sebastián González Cabot · Gabriel Heredia · Eric Kerwitz | 3:13.88    |
| Salto em altura             | Jessé de Lima · Brasil                                                                  | 2.20       | Alfredo Deza · Peru                                                                       | 2.20       | Felipe Apablaza · Chile                                                                 | 2.15       |
| Salto à vara                | Javier Benítez · Argentina                                                              | 5.40       | Ricardo Diez · Venezuela                                                                  | 5.35 =     | Gustavo Rehder · Brasil                                                                 | 5.15       |
| Salto em comprimento        | Nelson Ferreira · Brasil                                                                | 7.67       | Lewis Asprilla · Colômbia                                                                 | 7.48w      | Esteban Copland · Venezuela                                                             | 7.31       |
| Salto triplo                | Jadel Gregório · Brasil                                                                 | 16.98      | Messias José Baptista · Brasil                                                            | 16.23      | Freddy Nieves · Equador                                                                 | 16.14      |
| Arremesso de peso           | Marco Antonio Verni · Chile                                                             | 18.57      | Yojer Medina · Venezuela                                                                  | 18.49      | Édson Miguel · Brasil                                                                   | 17.00      |
| Lançamento de disco         | Marcelo Pugliese · Argentina                                                            | 56.30      | João Joaquim dos Santos · Brasil                                                          | 54.40      | Julio Piñero · Argentina                                                                | 54.10      |
| Lançamento do martelo       | Juan Cerra · Argentina                                                                  | 73.95      | Adrián Marzo · Argentina                                                                  | 69.69      | Eduardo Acuña · Peru                                                                    | 63.53      |
| Lançamento do dardo         | Luiz Fernando da Silva · Brasil                                                         | 74.50      | Nery Kennedy · Paraguai                                                                   | 74.41      | Manuel Fuenmayor · Venezuela                                                            | 71.44      |
| Decatlo                     | Édson Bindilatti · Brasil                                                               | 7564       | Eric Kerwitz · Argentina                                                                  | 7305       | Enrique Aguirre · Argentina                                                             | 7226       |

### Feminino
| Evento                      | Ouro                                                                                            | Ouro       | Prata                                                                               | Prata      | Bronze                                                                               | Bronze     |
| --------------------------- | ----------------------------------------------------------------------------------------------- | ---------- | ----------------------------------------------------------------------------------- | ---------- | ------------------------------------------------------------------------------------ | ---------- |
| 100 metros                  | Lucimar de Moura · Brasil                                                                       | 11.55      | María Isabel Coloma · Chile                                                         | 11.79      | Rosemar Coelho · Brasil                                                              | 11.79      |
| 200 metros                  | Felipa Palacios · Colômbia                                                                      | 23.36      | Rosemar Coelho · Brasil                                                             | 23.52      | Lucimar de Moura · Brasil                                                            | 23.68      |
| 400 metros                  | Luciana Mendes · Brasil                                                                         | 52.76      | Maria Laura Almirao · Brasil                                                        | 53.14      | Norma González · Colômbia                                                            | 53.29      |
| 800 metros                  | Luciana Mendes · Brasil                                                                         | 2:00.04    | Letitia Vriesde · Suriname                                                          | 2:00.93    | Marlene da Silva · Brasil                                                            | 2:05.82    |
| 1 500 metros                | Letitia Vriesde · Suriname                                                                      | 4:19.97    | Célia dos Santos · Brasil                                                           | 4:23.91    | Andréa da Silva · Brasil                                                             | 4:28.01    |
| 5 000 metros                | Maria Rodrigues · Brasil                                                                        | 16:35.1    | Selma dos Reis · Brasil                                                             | 16:40.0    | María Paredes · Equador                                                              | 16:53.5    |
| 10 000 metros               | Maria Rodrigues · Brasil                                                                        | 35:25.70   | Rosa Apaza · Bolívia                                                                | 35:30.04   | Adriana de Souza · Brasil                                                            | 35:30.06   |
| 20 km marcha atlética       | Geovana Irusta · Bolívia                                                                        | 1:42:42.33 | Gianetti Bonfim · Brasil                                                            | 1:46:02.08 | Cristina Bohórquez · Colômbia                                                        | 1:48:18.75 |
| 100 metros com barreiras    | Maurren Maggi · Brasil                                                                          | 12.71 ,    | Maíla Machado · Brasil                                                              | 13.18      | Sandrine Legenort · Venezuela                                                        | 13.88      |
| 400 metros com barreiras    | Isabel Silva · Brasil                                                                           | 57.47      | Princesa Oliveros · Colômbia                                                        | 58.76      | Luciana França · Brasil                                                              | 58.87      |
| 3.000 metros com obstáculos | Michelle Costa · Brasil                                                                         | 10:31.30   | Claudia Camargo · Argentina                                                         | 10:58.81   | Magda Azevedo · Brasil                                                               | 11:03.95   |
| 4×100 metros estafetas      | Brasil · Lucimar de Moura · Rosemar Coelho Neto · Kátia Regina Santos · Thatiana Regina Ignâcio | 44.32      | Colômbia · Norma González · Digna Luz Murillo · Princesa Oliveros · Felipa Palacios | 45.43      | Venezuela · Jennifer Arveláez · Sandrine Legenort · Yusmely García · Wilmary Álvarez | 47.22      |
| 4×400 metros estafetas      | Brasil · Maria Laura Almirão · Maria Figueirêdo · Lucimar Teodoro · Luciana Mendes              | 3:32.43    | Colômbia · Felipa Palacios · Norma González · Rosibel García · Princesa Oliveros    | 3:40.27    | Venezuela · Wilmary Álvarez · Eliana Pacheco · Yusmely García · Jenny Mejías         | 3:44.74    |
| Salto em altura             | Luciane Dambacher · Brasil · Thais de Andrade · Brasil                                          | 1.83       |                                                                                     |            |                                                                                      |            |
| Salto à vara                | Alejandra García · Argentina                                                                    | 4.00       | Alina Alló · Argentina                                                              | 3.90       | María Paz Ausín · Chile Karen da Silva · Brasil                                      | 3.70       |
| Salto em comprimento        | Maurren Maggi · Brasil                                                                          | 6.69       | Luciana dos Santos · Brasil                                                         | 6.10       | Helena Guerrero · Colômbia                                                           | 6.04       |
| Salto triplo                | Keila Costa · Brasil                                                                            | 13.61      | Luciana dos Santos · Brasil                                                         | 13.48      | Mónica Falcioni · Uruguai                                                            | 13.43      |
| Arremesso de peso           | Elisângela Adriano · Brasil                                                                     | 17.93      | Andréa Pereira · Brasil                                                             | 15.64      | Marianne Berndt · Chile                                                              | 15.38      |
| Lançamento de disco         | Elisângela Adriano · Brasil                                                                     | 58.40      | Katiuscia de Jesus · Brasil                                                         | 49.52      | María Eugenia Giggi · Argentina                                                      | 48.30      |
| Lançamento do martelo       | Karina Moya · Argentina                                                                         | 60.83      | Josiane Soares · Brasil                                                             | 58.81      | Erika Melián · Argentina                                                             | 55.70      |
| Lançamento do dardo         | Carla Bispo · Brasil                                                                            | 51.98      | Alessandra Resende · Brasil                                                         | 50.83      | Romina Maggi · Argentina                                                             | 48.90      |
| Heptatlo                    | Elizete da Silva · Brasil                                                                       | 5338       | Valeria Steffens · Chile                                                            | 5157       | Mônica Marques · Brasil                                                              | 5125       |

## Quadro de medalhas
| Ordem | País      | Medalha de ouro | Medalha de prata | Medalha de bronze | Total |
| ----- | --------- | --------------- | ---------------- | ----------------- | ----- |
| 1     | Brasil    | 34              | 22               | 14                | 70    |
| 2     | Argentina | 5               | 4                | 8                 | 17    |
| 3     | Venezuela | 1               | 5                | 8                 | 14    |
| 4     | Colômbia  | 1               | 4                | 4                 | 9     |
| 5     | Chile     | 1               | 3                | 3                 | 7     |
| 6     | Uruguai   | 1               | 1                | 3                 | 5     |
| 7     | Bolívia   | 1               | 1                | 0                 | 2     |
| 7     | Suriname  | 1               | 1                | 0                 | 2     |
| 9     | Peru      | 0               | 1                | 1                 | 2     |
| 10    | Paraguai  | 0               | 1                | 0                 | 1     |
| 11    | Equador   | 0               | 0                | 3                 | 3     |

## Participantes
Um total de 217 atletas de 14 nacionalidades participaram do evento.
| - Argentina (34) - Bolívia (5) - Brasil (77) (anfitrião) - Chile (23) - Colômbia (10) - Equador (16) - França (1) (convidado) | - Guiana (3) - Panamá (1) - Paraguai (1) - Peru (7) - Suriname (2) - Uruguai (9) - Venezuela (28) |

Legenda
| Recorde mundial       | Recorde mundial (World record)               |                       | Recorde africano                      | Recorde africano (African) |                                           | Q | Classificado por posição (Qualified) |
| Recorde do campeonato | Recorde do campeonato (Championship record)  | Recorde da América    | Recorde da América (Americas)         | q                          | Classificado por melhor tempo (Qualified) |   |                                      |
| Melhor marca do ano   | Melhor marca do ano (World leading)          | Recorde asiático      | Recorde asiático (Asian)              | DNS                        | Não largou (Did not start)                |   |                                      |
| Recorde nacional      | Recorde nacional (National record)           | Recorde europeu       | Recorde europeu (European)            | DNF                        | Não terminou (Did not finish)             |   |                                      |
| Recorde pessoal       | Recorde pessoal do atleta (Personal best)    | Recorde da Oceania    | Recorde da Oceania (Oceania)          | DSQ / DQ                   | Desclassificado (Disqualified)            |   |                                      |
| Recorde da temporada  | Recorde da temporada do atleta (Season best) | Recorde sul-americano | Recorde sul-americano (South America) | NM                         | Sem marca (No mark)                       |   |                                      |